# Rutiderma dux
Rutiderma dux is een mosselkreeftjessoort uit de familie van de Rutidermatidae. De wetenschappelijke naam van de soort is voor het eerst geldig gepubliceerd in 1996 door Kornicker.